# Stimmen der Zeit
Stimmen der Zeit (en français « Voix du temps ») est une revue mensuelle allemande de culture chrétienne publiée par des pères jésuites. Fondée en 1865 sous le titre de ‘Stimmen aus Maria-Laach’ elle est une des plus anciennes revues culturelles d’Allemagne. Son siège rédactionnel se trouve à Munich, en Bavière (Allemagne).

## Histoire
La revue est fondée en 1865 à l'initiative des jésuites allemands Florian Riess et Gerhard Schneemann. Durant les premières décennies elle porte le titre de Stimmen aus Maria-Laach, (Voix de Maria-Laach), du nom de l’abbaye éponyme de l'Eifel devenue maison d’études et de formation jésuite. L’objectif immédiat et premier de sa création fut la défense du Syllabus errorum qui accompagne l’encyclique Quanta cura de Pie IX, promulgué en décembre 1864. Elle est ensuite publiée irrégulièrement sur des thèmes particuliers touchant la vie de l’Église catholique.
En 1871 l'éditeur décide d'élargir les sujets d’investigation à l'ensemble de l'engagement de l'Église catholique dans le monde, cherchant à réconciliation la foi catholique avec l’esprit des temps modernes. La revue devient régulière et mensuelle. 
Lors du Kulturkampf (la ‘Campagne culturelle’) du chancelier allemand Otto von Bismarck l'ordre des Jésuites est expulsé du pays par la loi anti-jésuite du 4 juillet 1872.  Le scolasticat jésuite de Maria-Laach est fermé (et l’abbaye plus tard rachetée par les bénédictins). Le groupe éditorial de la revue s’installe d’abord à Tervuren près de Bruxelles et déménage ensuite à Byenbeek, aux Pays-Bas (1879) puis Exaten (1895), Luxembourg (1899) et finalement à Valkenburg, près de Maastricht, de nouveau aux Pays-Bas (1911). À l'automne de 1914, l'équipe de rédaction peut revenir en Allemagne et a depuis lors son siège à Munich, en Bavière. Le père Franz Ehrle en est le rédacteur en chef de 1914 à 1919. À la même époque la revue change de nom et devient le ‘Stimmen der Zeit’. 
La liberté de parole continue à avoir un coût. Sous le régime nazi la revue est harcelée et ses bureaux plusieurs fois perquisitionnés. Elle est bannie pour quatre mois en 1936. En 1941 elle est finalement interdite de publication et son groupe éditorial dispersé. Un des rédacteurs, le père Alfred Delp, membre d’un groupe allemand de résistance pacifique au nazisme appelé cercle de Kreisau, est arrêté et exécuté le 2 février 1945. La publication de  ‘Stimmen der Zeit’ reprend en octobre 1946.
À la suite du Concile Vatican II (1962-1965), la revue a adopté les orientations conciliaires de l’Église catholique encourageant une ouverture plus grande et un dialogue sympathique avec le monde moderne accompagnée d’une parole libre et  pensée critique interne à l’Église. Les lignes directrices de la revue sont les orientations de base actuelles de l'ordre des jésuites: la prédication de la foi chrétienne n’est pas pensable aujourd’hui sans un engagement ferme et actif en faveur de la justice sociale, associé au dialogue interreligieux et à l'inculturation du message chrétien. Une grande variété d’auteurs y contribuent sur des sujets qui touchent religion et Église, science et éthique, politique et société, arts et littérature.
Des éditions spéciales sont sorties en 2004 et 2006. La première commémorait le 20e anniversaire de la mort du théologien Karl Rahner, qui de 1939 à sa mort contribua pas moins de 68 articles à ‘Stimmen der Zeit’. Le second numéro spécial, en 2006, est intitulé : « Les jésuites dans le monde d’aujourd’hui ». 